# Verșîna, Lebedîn
Verșîna (în ucraineană Вершина) este un sat în comuna Kaliujne din raionul Lebedîn, regiunea Sumî, Ucraina.

## Demografie
Componența lingvistică a localității Verșîna
     Ucraineană (96,88%)
     Rusă (3,13%)
Conform recensământului din 2001, majoritatea populației localității Verșîna era vorbitoare de ucraineană (96,88%), existând în minoritate și vorbitori de rusă (3,13%).